# Erik Appel
Erik Appel (født 2. november 1880 på Rødding Højskole, død 5. marts 1964 i Emdrup) var en dansk højskolemand og politiker, far til Elin Høgsbro Appel.
Erik Appel var søn af højskolelærer, redaktør Mathias L. Appel (død 1916) og hustru Sofia f. Hansen (død 1929). Han blev student (privat dimit.) 1900, blev cand.mag. 1906, var elev og medhjælper på Askov Højskole 1906-07, lærer ved Grand View College i Des Moines, Iowa 1907-13, ved Roskilde Højskole 1913-20 og var forstander for Rødding Højskole 1920-26 og forpagter af Ellehus domæne 1926-51. Appel sad i Folketinget for Venstre 1939-1950.
Han var medlem af udvalget for dansk-amerikansk mission fra 1917, formand for Elektricitetsselskabet for Rødding og Omegn 1921-26, leder af Ellehus privatskole 1927-47; formand for planteavlsudvalget i Slogs Herred 1929-35, formand for Dansk Samfund i Øster Højst Sogn 1934-51, formand for Erhvervskontoret for tunghøre og døvblevne fra 1944, næstformand i bestyrelsen for Landsforeningen for Ordblinde 1946-51; æresmedlem af Foreningen af private Ordblindepædagoger 1950, medlem af bestyrelsen for Skibelund Efterskole fra 1952 og formand for Skibelundforeningen fra 1954. Ridder af Dannebrog.
Han blev gift 31. oktober 1907 med Herdis, f. 2. marts 1884 i København som datter af højesteretssagfører, justitsminister Svend Høgsbro og hustru Louise f. Raunsøe.

## Litterære arbejder
- Præsident Wilson (1919, i serien Folkets Førere)
- De Forenede Stater siden Borgerkrigen (1922, i Verdenshistorien siden 1866)
- En fri dansk Lærerskole (1945)
- Det tyske Mindretals Stilling i Riget gennem 25 Aar (1946)
- Sydslesvig, en tidsbetragtning (1950)
- Sofus Høgsbros folkelige og politiske Gerning (1953)
- Svend Høgsbros folkelige og politiske Gerning (1955)
- artikler i Højskolebladet, Dansk Udsyn, Tilskueren m.fl.